# Henge

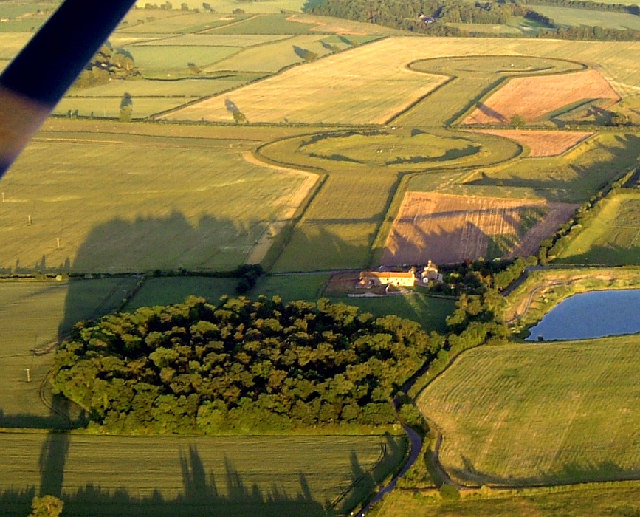
Les trois henges quasi alignés du complexe de (Yorkshire du Nord, Angleterre).

Un henge (de l'anglais /hεnd͡ʒ/) est une enceinte préhistorique en terre et de forme circulaire ou légèrement ovale trouvée dans les îles Britanniques, constituée d'un talus externe et d'un fossé interne, délimitant une aire intérieure circulaire généralement d'au moins 20 mètres de diamètre. Les henges ont été édifiés dans la deuxième moitié du Néolithique et jusqu'au début de l'Âge du bronze.

## Historique
Le terme henge a été créé en 1932 par l'archéologue anglais T. D. Kendrick, par dérivation régressive (ou troncation) d'après le nom de Stonehenge, préexistant et attesté dès le Moyen Âge.

## Description

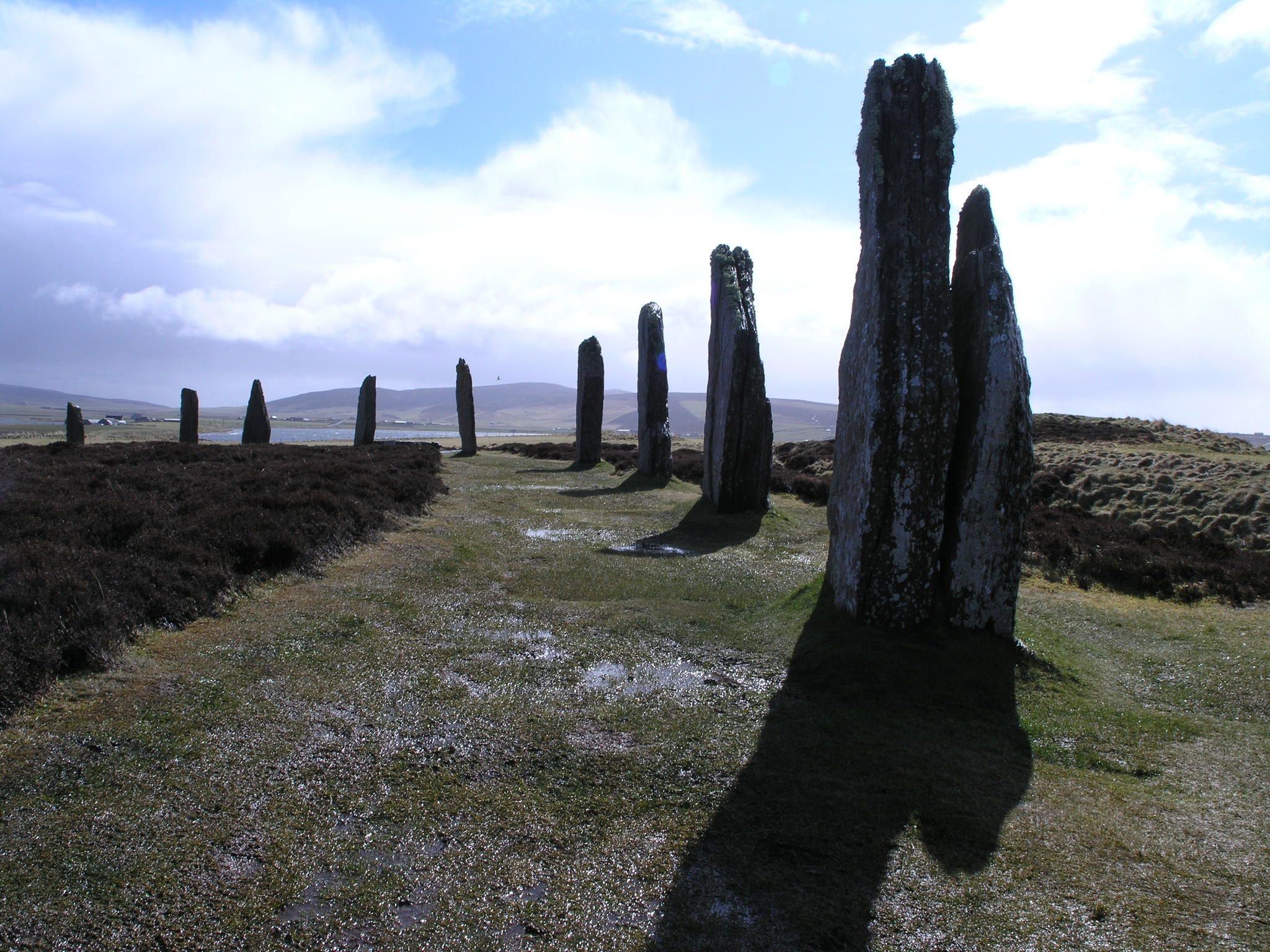
Le Cercle de Brodgar, Orcades, aire d'origine possible des henges.

On accède à l'intérieur d'un henge par une, deux ou quatre entrées percées dans le talus, généralement diamétralement opposées. Il existe parfois des structures édifiées sur l'aire intérieure, telles que des cercles de bois, des enclos de poteaux, des cercles de pierres, des ensembles de quatre pierres, des monolithes, des poteaux isolés, des puits, des cuvettes, des alignements de poteaux ou de pierres, des monuments funéraires, un monticule central et des trous de piquets.

## Interprétation
L'inefficacité défensive de leur talus avec fossé intérieur (cas le plus fréquent) conduit à considérer les henges, non comme des ouvrages de défense, mais comme des places culturelles, cultuelles, cérémonielles, rituelles, ludiques, sportives ou tout cela à la fois.